# Palatul Știrbei din Brașov
Palatul Știrbei din Brașov este un ansamblu de monumente istorice aflat pe teritoriul municipiului Brașov.
Ansamblul este format din două monumente:
- Palatul Știrbei (cod LMI BV-II-m-A-11389.01)
- Parc dendrologic (cod LMI BV-II-m-A-11389.02)